# 원흥중학교
원흥중학교(元興中學校)는 경기도 고양시에 있는 공립 중학교이다.

## 학교 연혁
- 2025년 3월 1일 : 개교